# 颶風艾瑪
颶風伊爾瑪（英語：Hurricane Irma）是一場極其強勁和災難性的佛得角型颶風，就最大持續風速來說，伊爾瑪是自2005年的颶風威爾瑪以來在大西洋地區觀察到的最強熱帶氣旋，以及在大西洋開放地區的最強風暴。伊爾瑪是有記錄以來首個襲擊背風群島的五級颶風，另一場五級颶風颶風瑪麗亞在兩週後緊隨其後，但瑪麗亞所造成的經濟損失更是超越艾瑪。2017年大西洋颶風季的第九場獲命名的風暴、第四場颶風、第二場大型颶風和首場五級颶風，伊爾瑪在其漫長的一生中造成廣泛和災難性的破壞，特別是在加勒比地區東北部和佛羅里達礁島群。它也是自2005年颶風卡崔娜以來襲擊美國本土最強烈的颶風，自同年威爾瑪以來首場登陸佛羅里達州的大型颶風，及自2004年颶風查利以來首場襲擊該州的四級颶風。由於颶風艾瑪對於美國等多個國家及地區造成嚴重災情，因此艾瑪已從颶風命名序列中除名。

## 氣象歷史
在佛得角群島由東風波轉成低氣壓後，向西移動，在8月30日發展成熱帶風暴，美國國家颶風中心命名為艾瑪。由於較高的海面溫度加上行經海域微弱的垂直風切變，打開往兩極流出的通道，形成中心密集雲團區，使得在8月31日艾瑪的強度快速增強，僅短短12小時一分鐘平均風速就增加每小時45英里，強度來到三級颶風。

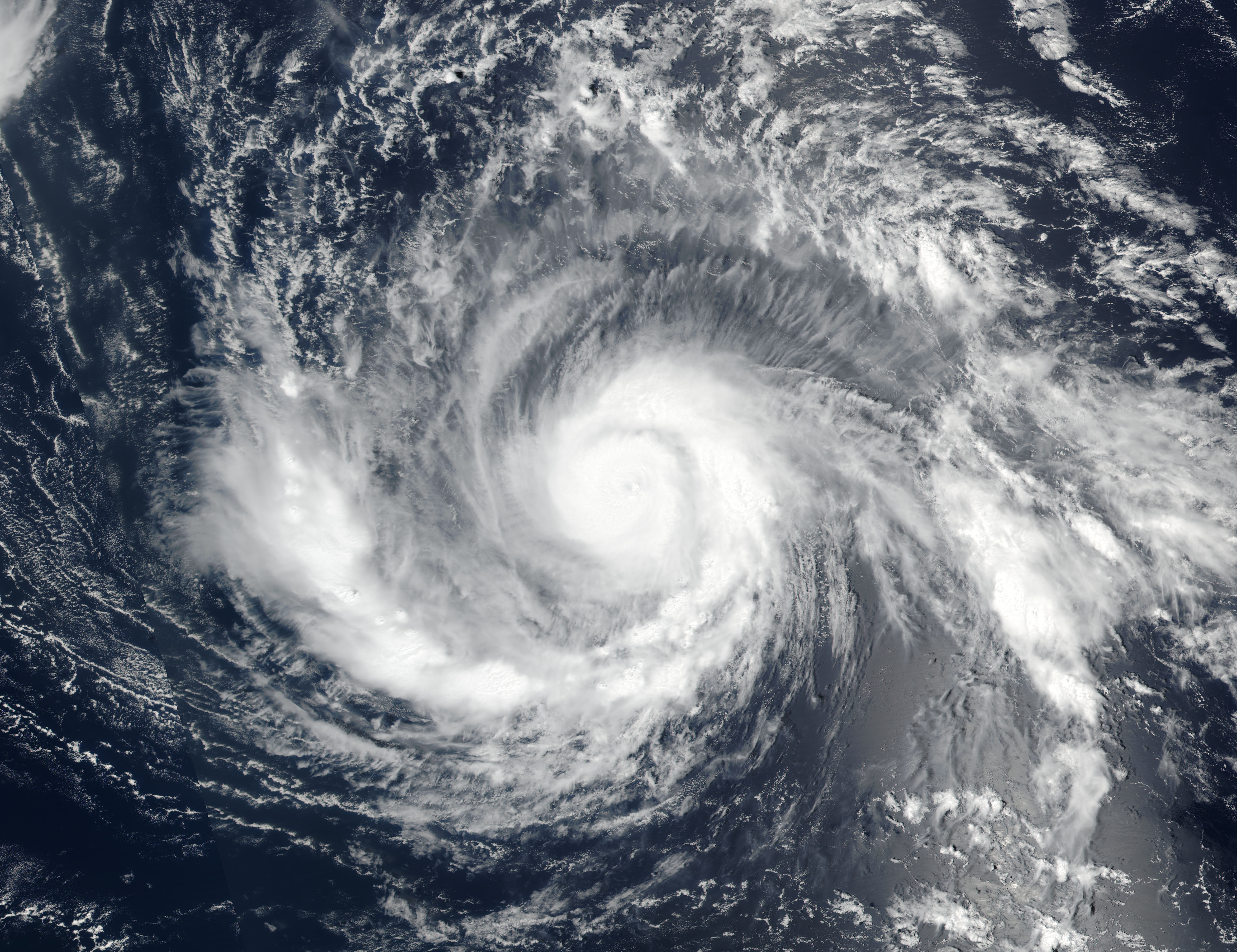
颶風伊爾瑪在9月3日的衞星圖像

經數次眼墙置换循环後，艾瑪在9月4日增強為四級颶風，由於艾瑪所處環境有利於增強，在翌日增強至五級颶風，並在隔日凌晨的一分鐘平均風速達到巔峰，為每小時180英里，是繼2005年的飓风威尔玛以來北大西洋最強颶風，1分鐘平均風速更追平威尔玛。同日上午六時艾瑪登陸於巴布达北部，隨後登陸於小伊納瓜島。3小時後一度減弱為四級颶風，但18小時後重回五級颶風，不久後登陸古巴薩瓦納-卡馬圭群島，登陸後受地形摩擦力影響減弱至三級颶風。
後來，強度又回升為四級颶風，10日下午1時10分艾瑪登陸於美國佛罗里达州卡喬島，同日晚上8時35分艾瑪再次登陸於同州馬可島。登陸後受地形摩擦力影響，強度快速減弱。艾瑪於11日中午減弱為熱帶風暴，並在翌日凌晨3時半減弱為熱帶低氣壓，並在24小時後於图珀洛北方退化為後熱帶氣旋，最後於15日併入鋒面系統。

## 防災措施

### 加勒比地區
多米尼加啟動了空间与重大灾害国际宪章，從而提供人道主義衛星覆蓋。根據官員說明，在風暴來臨之前，有11,200人從容易受灾害地區撤離，有7,400名遊客被从度假海滩撤往聖多明各。在海地，政府官員和援助組織一度挣扎于前期準備和疏散工作，地方官員認為，因為政府官員對部分的民众的不情願和冷漠，他們沒有收到國家政府承諾的資金，用品或設備，联合国海地稳定特派团的1,000名維和部隊和工程師做好了協助准备。在古巴，氣象學家最初沒有預測到飓风的直接侵襲。卡马圭省進行了燃油保護措施，以確保在風暴後停電期間有足夠的燃油，民防部隊從低窪地區撤出近一百萬人，其中包括國王花園群島的數千名加拿大遊客。吉耶爾莫島水族馆中的海豚由直升機撤离转移。

### 美國本土
艾瑪掃過加勒比海群島後前往美國，且威力相當強，首當其衝的佛罗里达州撤離630萬人，加上佐治亚州也有56萬人撤離，全國總計686萬人撤離。

#### 佛羅里達州

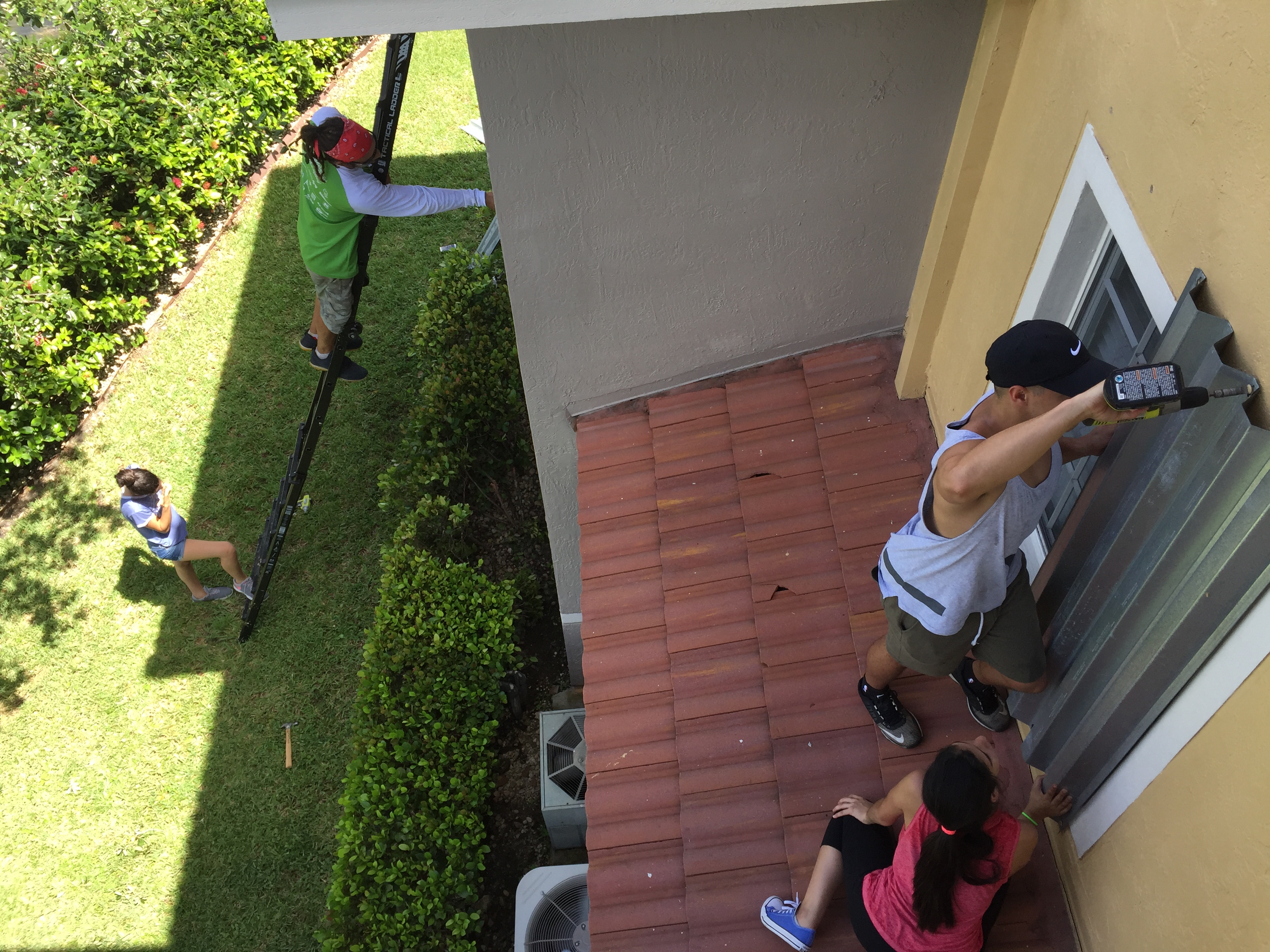
多拉的居民在艾瑪來臨前加裝颶風百葉窗

艾瑪掃過加勒比海群島後直逼佛羅里達州，當地商店防災用品被搶光，當地航班客滿。州長斯科特暫停在佛羅里達州的所有公路的通行費，包括佛羅里達州收費公路，從9月5日下午5點開始 。佛羅里達州的所有州辦事處將於週五關閉。佛羅里達群島的所有學校將於9月6日截止關閉，直至另行通知。預計這些島嶼必須被強制性撤離，遊客於9月6日離開，居民在第二天離開，留守的居民加裝颶風百葉窗防禦。

#### 喬治亞州
佐治亞州州長南森·迪爾9月6日宣布對所有六個沿海縣發起緊急狀態; 然而，緊急狀態擴大到佐治亞州東南部和東部中部的30個縣，迪爾在9月7日下令對佐治亞州95號州際公路以東的所有地區強制撤離。

#### 南與北卡羅來納州
北卡羅來納州州長羅伊·庫珀於9月6日宣布了緊急狀態，與南卡羅來納州州長亨利·麥克馬斯特當天緊隨其後。

#### 聯邦緊急事務管理署資金
截至9月5日，由於其前一週德克萨斯州颶風哈維在德克薩斯州造成破壞，聯邦緊急事務管理署（FEMA）已經沒有充分的資金，促使川普政府立即向颶風伊爾瑪接近的佛羅里達州提供80億美元的額外資金。目前的資金正在消耗，參議院和眾議院合計提供153億美元，但這只有颶風哈維的10％。

## 影響
| 領土                           | 死亡人數 | 損失 (2017年美元) | Ref                         |
| ------------------------------ | -------- | ----------------- | --------------------------- |
| 安圭拉（英國）                 | 1        | $2.9億            | [ 31 ]                      |
| 巴巴多斯                       | 1        | 不適用            | [ 31 ]                      |
| 巴布達島（安提瓜和巴布達）     | 3        | $2.15億           | [ 32 ] [ 31 ]               |
| 英屬維爾京群島（英國）         | 4        | $14億             | [ 33 ]                      |
| 古巴                           | 10       | $22億             | [ 34 ]                      |
| 海地                           | 1        | 不適用            | [ 35 ]                      |
| 波多黎各（美國）               | 3        | $10億             | [ 31 ] [ 36 ]               |
| 聖克里斯多福及尼維斯           | 0        | $1970萬           | [ 37 ]                      |
| 法屬聖馬丁和聖巴泰勒米（法國） | 11       | > $40.7億         | [ 38 ]                      |
| 荷屬聖馬丁（荷蘭王國）         | 4        | $25億             | [ 39 ]                      |
| 特克斯和凱科斯群島（英國）     | 0        | > $5億            | [ 40 ]                      |
| 美國                           | 90       | > $500億          | [ 41 ] [ 42 ] [ 43 ] [ 44 ] |
| 美屬維爾京群島                 | 4        | $24億             | [ 31 ]                      |
| 不明                           | 2        | 不適用            | [ 29 ] [ 33 ]               |
| 總計：                         | 134      | > $646億          |                             |

### 加勒比地區
颶風艾瑪在9月6日開始重創加勒比地區，挾帶狂風暴雨，百分之九十五的房屋受損，登陸地安提瓜和巴布达幾乎全國淹水，聖馬丁島六成的房屋遭摧毀，此颶風已造成至少13人罹難。此外，聖馬丁島及聖巴泰勒米島因發電系統全受損而全數停電，需花數周修復，隨後，颶風掃過波多黎各，導致當地有一半停電，
艾瑪帶來大雨，導致海地北部部分淹水，古巴受到艾瑪的吹襲，導致當地有多處停電和淹水，並導致十人罹難，是85年來當地最強的颶風。

#### 維京群島
艾瑪在登陸美國本土前，已先在美属维尔京群岛造成4人罹難，並對當地的基礎設施造成破壞，由於電力及通訊被強風破壞，在8日實施宵禁。

### 美國本土
美國在颶風影響下，本土已造成58人罹難，損失初估至少500億美元。

#### 佛羅里達州
艾瑪在10日登陸佛羅里達州，登陸時帶來強大的風力，已造成至少50人罹難，並造成多處停電。

#### 喬治亞州
在艾瑪的影響之下，喬治亞州造成3人罹難。